# Ален (Италия)
Алѐн (на италиански и на френски: Allein, на местен диалект: Alèn, от 1939 до 1946 г. Alleno, Алено) е община в Северна Италия, автономен регион Вале д'Аоста. Разположено е на 1190 m надморска височина. Населението на общината е 248 души (към 2010 г.).
Административен център на общината е село План де Клавел (Plan-de-Clavel).